# Robert Aickman
Robert Fordyce Aickman, né le 27 juin 1914 à Londres et mort le 26 février 1981 dans la même ville, est un écrivain britannique connu pour ses nouvelles surnaturelles qu'il appelait « contes étranges » (strange stories).

## Biographie
Robert Aickman est le petit-fils du prolifique romancier victorien Richard Marsh (1857-1915), connu pour son mystérieux roman The Beetle (1897), aussi populaire en son temps que Dracula de Bram Stoker.
Robert Aickman étudie l'architecture, comme son père, William Arthur Aickman. Au début de son livre autobiographique The Attempted Rescue, Aickman décrit son père comme « l'homme le plus extravagant qu'il ait connu ».
À côté de son travail littéraire, Aickman joue un rôle important comme écologiste. En effet, il est membre fondateur de Inland Waterways Association qui s'occupe de protéger de la contamination les eaux des canaux intérieurs d'Angleterre.
Intéressé par le théâtre, le ballet et la musique, Aickman est un critique éclairé de ces arts. Il joue aussi un rôle à la London Opera Society et dans d'autres organismes.
Ses meilleurs contes (Ringing the Changes, The Swords, The same dog, The Cicerones...) ont été adaptés à la télévision.
Entre 1941 et 1957, il est marié avec Edith Ray Gregorson.
Aickman meurt d'un cancer le 26 février 1981.
Le spécialiste des contes d'horreur S. T. Joshi explique l'évolution de l'œuvre d'Aickman dans son ouvrage The Modern Weird Tale (2001).

## Œuvres
- We Are for the Dark: Six Ghost Stories, London: Jonathan Cape, 1951 (recueil de 6 contes de Elizabeth Jane Howard et de Aickman).
- Dark Entries: Curious and Macabre Ghost Stories, London: Collins, 1964
- Powers of Darkness: Macabre Stories, London: Collins, 1966
- Sub Rosa: Strange Tales, London: Victor Gollancz Ltd. 1968
- Cold Hand in Mine: Eight Strange Stories, London: Victor Gollancz Ltd. 1975
- Tales of Love and Death, London: Victor Gollancz Ltd. 1977
- Intrusions: Strange Tales, London: Victor Gollancz Ltd. 1980
- Night Voices: Strange Stories, London: Victor Gollancz Ltd. 1985